# Nomascus nasutus
Nomascus nasutus (Номаскус східний чорночубий) — вид приматів з роду Nomascus родини Гібонові.

## Поширення
Країни поширення: Китай; В'єтнам. Цей вид історично населяв нижні гірські і вапнякові ліси, у вологому тропічному мусонного клімату, в діапазоні висот 50—900 м.

## Морфологія
Ці тварини можуть досягати ваги від 7 до 8 кг. Є помітний статевий диморфізм в плані забарвлення. Самці чорного кольору, тільки область грудей темно-коричневий. Самиці сіро-коричневі і мають темну пляму на верхній частині голови.

## Стиль життя
Живуть моногамними парами. Харчуються в основному фруктами.

## Загрози та охорона
Основною загрозою є знищення місця існування. Цей вид занесений в Додаток I СІТЕС. Проживає в деяких ПОТ.